# Tylosema
Tylosema es un género de plantas con flores de la familia Fabaceae. Es nativo del este y sur de África. Comprende 5 especies descritas y de estas, 4 aceptadas. Es un género aún poco estudiado, pero las cuatro especies presentan heterostilia, lo que es único en la familia.

## Taxonomía
El género fue descrito por (Schweinfurth) Torre & Hillcoat  y publicado en Boletim da Sociedade Broteriana, sér. 2, 29: 38, 1955.

## Especies
A continuación se brinda un listado de las especies del género Tylosema aceptadas hasta agosto de 2012, ordenadas alfabéticamente. Para cada una se indica el nombre binomial seguido del autor, abreviado según las convenciones y usos.
- Tylosema argentea (Chiov.) Brenan
- Tylosema esculentum (Burch.) A.Schreib.
- Tylosema fassoglensis (Schweinf.) Torre & Hillc.
- Tylosema humifusa (Pic.Serm. & Roti Mich.) Brenan